# Юшанли
Юшанли́ — річка в Україні, в межах Чернігівського, Приазовського, Токмацького та Мелітопольського районів Запорізької області. Ліва притока Молочної (басейн Азовського моря). Юшанли – назва тюркського походження, що перекладається як «задоволення» — «ішунун».

## Опис
Довжина 94 км, площа водозбірного басейну 545 км². Похил річки 1,8 м/км. Долина трапецієподібна, завширшки до 3 км, завглибшки до 40 м. Заплава завширшки до 200 м, вкрита лучною рослинністю. Річище звивисте, завширшки 5—8 м, на значній протяжності розчищене. Споруджено кілька ставків. Використовується на зрошування. Влітку міліє, а інколи пересихає.

## Розташування
Юшанли бере початок з балки біля села Квіткове, в межах Приазовської височини. Тече переважно на захід, місцями на південний захід, біля села Маківки робить величезний S-подібний закрут. Впадає до Молочної біля північно-східної околиці села Терпіння.
Основні притоки: Сасикулак, Нельгівка (праві); Чокрак (ліва).